# Тромсьовски университет
Тромсьовският университет (на норвежки: Universitetet i Tromsø; на северносаамски: Romssa universitehta) е университет, намиращ се в град Тромсьо, фюлке Тромс, Норвегия.
Основан е през 1968 г. Към 2019 в университета следват 16 654 студенти и работят 3649 души. 25 % от академичния състав се състои от чужденци. В програмата му са включени 22 магистърски програми на английски език.
Тромсьовският университет е най-северният университет в света. Основните научни направления на университета са арктическа околна среда, туземно население (саами), мир и трансформация на конфликти, телемедицина, медицинска биология, астрофизика, риболовна наука, лингвистика и компютърна химия. 